# Bạc(I) hyponitrit
Bạc(I) hyponitrit là một hợp chất ion với công thức AgNO hoặc (Ag+
)2[ON=NO]2-, chứa các ion bạc đơn trị và các anion hyponitrit. Đây là một chất rắn màu vàng nhạt nhạy cảm với ánh sáng, tan rất ít trong nước và không tan trong hầu hết các dung môi hữu cơ, bao gồm DMF và DMSO.

## Điều chế
Hợp chất được mô tả lần đầu vào năm 1848.
Muối có thể được kết tủa từ phản ứng của dung dịch natri hyponitrit với dung dịch bạc nitrat:

Na2N2O2 + 2AgNO3 → Ag2N2O2 + 2NaNO3
Lượng bạc dư tạo ra kết tủa màu nâu hoặc đen.
Bạc(I) hyponitrit có thể được điều chế bằng cách khử bạc(I) nitrat với natri amalgam.

## Tính chất và phản ứng
Bạc(I) hyponitrit ít hòa tan trong dung dịch kiềm hyponitrit, nhưng tan trong dung dịch amonia do sự hình thành cation phức [(NH3)3Ag]+.. Hợp chất bị phân hủy dần bằng ánh sáng.
Hợp chất khan bị phân hủy trong chân không ở 158 ℃. Các sản phẩm phân tách thành là bạc(I) oxit và đinitơ oxit. Tuy nhiên, những sản phẩm này sau đó phản ứng để tạo thành một hỗn hợp nitơ, bạc và các oxit khác nhau của hai nguyên tố và muối bạc. Nó cũng bị phân hủy bởi ánh sáng, tạo ra bạc(I) oxit, các loại nitơ oxit và khí nitơ.

### Axit hyponitrơ
Phản ứng của bạc hyponitrit với hydro chloride khan trong ete là cách thường dùng để điều chế axit hyponitrơ:
Ag2N2O2 + 2HCl → H2N2O2 + 2AgCl↓
Dữ liệu quang phổ chỉ ra cấu hình trans cho axit thu được.

### Ankyl halide
Bạc hyponitrit phản ứng với ankyl halide, tạo thành các ankyl hyponitrit. Ví dụ, phản ứng với metyl bromide tạo ra chất lỏng dimetyl hyponitrit:
2CH3Br + Ag2N2O2 → H
3C-O-N=N-O-CH
3 + 2AgBr↓
Các alkyl hyponitrit khác được báo cáo trong tài liệu gồm có các nhóm etyl, benzyl, và tert-butyl.